# بنو عامی (یمن)
 بنو عامی  (در عربی:  بَنو العَامی )
نام روستایی است در دهستان القرعة از توابع استان رَیمه در کشور یمن در شبه جزیره عربستان.

## جمعیت
جمعیت آن (۱۰۷ ) نفر (۹ خانوار) می‌باشد.